# Municipio de Cecil (Dakota del Norte)
El municipio de Cecil (en inglés: Cecil Township) es un municipio ubicado en el condado de Bottineau en el estado estadounidense de Dakota del Norte. En el año 2010 tenía una población de 16 habitantes y una densidad poblacional de 0,17 personas por km².

## Geografía
El municipio de Cecil se encuentra ubicado en las coordenadas 48°40′5″N 100°13′19″O / 48.66806, -100.22194. Según la Oficina del Censo de los Estados Unidos, el municipio tiene una superficie total de 91.71 km², de la cual 91,3 km² corresponden a tierra firme y (0,44 %) 0,4 km² es agua.

## Demografía
Según el censo de 2010, había 16 personas residiendo en el municipio de Cecil. La densidad de población era de 0,17 hab./km². De los 16 habitantes, el municipio de Cecil estaba compuesto por el 100 % blancos. Del total de la población el 0 % eran hispanos o latinos de cualquier raza.